# Pedro Antonio Fernández de Castro
Pedro Antonio Fernández de Castro Andrade y Portugal, decimo conte di Lemos, marchese di Sarria e duca di Taurisano (Madrid, 1634 – Lima, 6 dicembre 1672), è stato il viceré del Perù dal 21 novembre 1667 fino alla morte, avvenuta il 6 dicembre 1672.

## Arrivo in Perù
Di nobili origini, Fernández de Castro, X conte di Lemos,  fu educato nell'esercito, sposò nel 1664 Ana Francisca de Borja y Doria e due anni dopo, mentre si trovava a corte, il re di Spagna Carlo II lo nominò viceré del Perù. Il conte e la contessa di Lemos giunsero in Perù nel porto di Callao il 9 novembre 1667 ove furono accolti in pompa magna dagli spagnoli della colonia. Il nuovo viceré assunse formalmente l'incarico il 21 novembre 1667, a Lima.

## Spedizione contro i ribelli

Stemma Casa di Castro

Nel 1665 i ricchi proprietari di miniere, José e Gaspar Salcedo, fratelli della provincia di Paucarcolla (ora parte della regione di Puno), si ribellarono contro il governo coloniale. I due avevano scoperto ricchissime miniere d'argento a Laykakota nel 1657 e da quel momento erano probabilmente diventati gli uomini più ricchi dell'America Latina.
Essendo andalusiani, con parenti peruviani, erano considerati più favorevoli ai compagni andalusi, castigliani, creoli e nativi peruviani che ai catalani, galiziani e baschi, per cui questi ultimi gruppi di lavoratori formarono una fazione rivale.
Nonostante l'Audiencia Real avesse tentato di sottomettere José Salcedo, accusandolo delle rivolte, le sue forze sconfissero quelle del re e fu raggiunta una tregua grazie alla quale Salcedo divenne effettivamente un'autorità in città.
Quando Fernández de Castro, galiziano, giunse nella colonia, la ribellione era cresciuta tanto che decise di risolverla personalmente. Partì per Paucarcolla il 7 giugno 1668 e subito sedò la rivolta con pugno di ferro. Istituì un tribunale per processare i ribelli e condannò a morte José Salcedo ed altre 41 persone. Queste sentenze furono tutte effettuate. Gaspar Salcedo fu bandito per sei anni e multato di 12000 franchi e dei costi processuali. Il viceré ordinò poi che la popolazione di San Luis de Alva (circa 10 000 persone), l'insediamento che si era sviluppato attorno alle miniere, fosse spostata nella vicina città di Puno, all'occasione promossa capitale della provincia, infine, fece dare alle fiamme San Luis de Alva.
La sentenza fu impugnata in Spagna, dove l'esito fu ribaltato. Gaspar Salcedo venne liberato e le multe che erano state già versate restituite. Un figlio naturale di José, anch'esso chiamato José Salcedo, fu nominato marchese di Villarica da re Filippo V nel 1703.
Dopo questa campagna militare il viceré visitò le province di Chucuito e Cuzco. Tornò poi a Lima riprendendo di nuovo il comando il 12 novembre 1668.
Durante la sua lunga assenza della capitale vi lasciò la moglie, Ana Francisca de Borja y Doria, incaricata di governare il Perù come gobernadora. Si trattò di una nomina ufficiale. Il decreto reale col quale era stato nominato viceré prevedeva che, in caso di sua assenza, il governo passasse alla moglie. Lei esercitò l'autorità reale gestendo gli affari della colonia in assenza del marito, prendendo decisioni ed emanando decreti. La sua autorità fu riconosciuta dalla Audiencia Reale di Lima. Fu la prima volta in America Latina che una donna divenne viceré.

## Ritorno a Lima
Nella prima parte del 1670 giunse a Lima la notizia che il famoso corsaro inglese Henry Morgan aveva conquistato Chagres e conquistato e saccheggiato Panama. Il viceré Fernández de Castro inviò una spedizione di 18 navi e di circa 3000 uomini, ma questi giunsero a Panama troppo tardi (Morgan aveva già evacuato la città). In seguito, sempre nel 1670, voci di un'invasione straniera convinsero il viceré ad allertare tutti i porti del Pacifico.

## La fede cattolica
Fernández de Castro fu un devoto cattolico ed un forte sostenitore dei gesuiti. Durante la costruzione della chiesa di Los Desamparados, vicino al ponte di Lima, trasportava ogni giorno il materiale edile come un qualunque cittadino. Spesso faceva da chierichetto o da sacrestano durante le messe celebrate da padre Castillo.
La chiesa di Los Desamparados fu terminata ed inaugurata il 30 gennaio 1672. L'apertura fu accompagnata da grande festa alla presenza del viceré.
Conte e contessa erano molto fedeli a Rosa da Lima, tanto da proporre alla corte spagnola ed al Vaticano la sua canonizzazione. Il 12 febbraio 1668 Rosa fu beatificata. La celebrazione ufficiale si tenne il 15 aprile dello stesso anno nella Basilica di San Pietro in Vaticano, e la comunicazione ufficiale giunse a Lima il 18 gennaio 1669. Conte e contessa inviarono al Vaticano una scultura di santa Rosa eseguita da Melchiorre Cafà. In occasione della sua beatificazione, la bara di legno fu sostituita da una in argento, a spese della contessa. Su richiesta di Maria Anna d'Austria, l'11 agosto 1670, Rosa divenne patrona dei possedimenti spagnoli nelle Americhe e nelle Filippine. Fu canonizzata il 12 aprile 1671 da Papa Clemente X. Rosa fu la prima nativa americana a diventare una santa cattolica.
Il viceré Fernández de Castro morì a Lima dopo una breve malattia il 6 dicembre 1672, quando era ancora in carica.